# Eta Linnemann
Eta Linnemann (* 19. Oktober 1926 in Osnabrück; † 9. Mai 2009 in Leer, Ostfriesland) war eine deutsche evangelische Theologin. 1977/78 brach sie komplett mit der Theologie ihres Lehrers Rudolf Bultmann und widerrief die theologischen Positionen, die sie bis dahin vertreten hatte.

## Leben
Eta Linnemann studierte von Oktober 1948 bis Juli 1953 Evangelische Theologie an der Philipps-Universität Marburg, der Eberhard Karls Universität Tübingen und der Georg-August-Universität Göttingen. Im August 1953 legte sie an der Universität Göttingen das Erste Kirchliche Examen, im August 1957 das Zweite Kirchliche Examen ab. Die Evangelisch-lutherische Landeskirche Hannovers beauftragte Linnemann, Auslegungen biblischer Texte für den Religionsunterricht zu verfassen. Aus dieser Arbeit heraus entstand ihre Dissertation Gleichnisse Jesu – Einführung und Auslegung, mit der sie im Juli 1961 an der Kirchlichen Hochschule Berlin-Zehlendorf summa cum laude zur Dr. theol. promoviert wurde. Zwischen 1961 und 1966 lehrte Linnemann am Seminar für kirchlichen Dienst in Berlin-Zehlendorf, 1967 erhielt sie eine Gastprofessur an der Pädagogischen Hochschule Braunschweig.
Im Februar 1970 habilitierte sich Eta Linnemann in Marburg bei Rudolf Bultmann und Ernst Fuchs mit Studien zur Passionsgeschichte. Am 10. August 1971 wurde ihr eine Honorarprofessur für Neues Testament an der Theologischen Fakultät der Philipps-Universität Marburg verliehen. Im folgenden Jahr berief die Pädagogische Hochschule Braunschweig Eta Linnemann auf den Lehrstuhl für Evangelische Theologie und Methodik des Religionsunterrichtes. Linnemann war Mitglied der internationalen Studiorum Novi Testamenti Societas.
Aufsehen erregte Linnemann 1978, als sie sich, nach eigenen Angaben infolge eines Bekehrungserlebnisses im November 1977, von der historisch-kritischen Methode lossagte und darum bat, ihre bisherigen Veröffentlichungen zu vernichten. Ab 1983 war sie Lehrerin an der Theologischen Hochschule der Indonesischen Missionsgemeinschaft in Batu. 2007 behauptete sie unter Berufung auf Ernst Käsemann und einen ungenannten Ohrenzeugen, dass Rudolf Bultmann auf dem Sterbebett seine Lehren widerrufen habe. Ein belastbarer Beleg dieser Behauptung steht jedoch bislang (Stand 2009) ebenso aus wie ein Echo in der Bultmann-Forschung.
Eta Linnemann lebte zuletzt im Leeraner Stadtteil Loga. Bis ins hohe Alter hinein erarbeitete die Theologin Vorträge, um Ergebnisse ihrer Arbeit im Bereich der Biblischen Exegese vorzustellen. So bot die Theologin Seminare sowohl für Theologen als auch für Laien an.

## Veröffentlichungen in Auswahl
- Gleichnisse Jesu. Einführung und Auslegung. Vandenhoeck & Ruprecht, Göttingen, 3. ergänzte Auflage, 1964.
- Die Funktion der Kirchengeschichte im Religionsunterricht – Didaktische Überlegungen und methodische Konsequenzen. In: Klaus Wegenast, Heinz Grosch (Hrsg.): Religionsunterricht unterwegs. Hamburg 1970, S. 65ff.
- Studien zur Passionsgeschichte. Vandenhoeck & Ruprecht, Göttingen 1970 (Habilitationsschrift, Universität Marburg).
- Bibelkritik auf dem Prüfstand. Verlag für Theologie und Religionswissenschaft, Nürnberg 1998, ISBN 3-933372-19-4.
- Gibt es ein synoptisches Problem?. Verlag für Theologie und Religionswissenschaft, Nürnberg 1999, 4. Auflage, ISBN 3-933372-15-1.
- Wissenschaft oder Meinung? Verlag für Theologie und Religionswissenschaft, Nürnberg 1999, 2. Auflage, ISBN 3-933372-22-4.
- Bibel oder Bibelkritik? Verlag für Theologie und Religionswissenschaft, Nürnberg 2007, ISBN 978-3-937965-86-4.